# مگس پاشنه
مگس پاشنه (نام علمی: Oestridae) نام یک تیره از راسته مگس است. مگس پاشنه تخم‌های خود را به درون پشه تزریق می‌کند.در واقع، با آنها نزدیکی می‌کند و این باعث می‌شود تخم درون پشه برود، و زمانی که پشه موجودی را نیش بزند، این تخم وارد پوست موجود و تبدیل به لارو می‌شود؛ این لاروها آشکارا روی پوست می‌مانند و رشد می کنند.

## در بدن انسان
این لاروها را نمی‌توان با دست از پوست خارج کرد، چون دور تا دور آن ها تیغ‌های خیلی ریز ولی محکم وجود دارد که آنها را آنجا نگه می‌دارد؛ برای همین، باید برای بیرون کشیدن این لاروها به پزشک مراجعه کرد یا راه تنفس آن ها را بست. رشد لاروها سه هفته تا یکماه طول می کشد، سپس این لاروهای بالغ به درون خاک می‌روند و پس از یک تا دو هفته به مگس پاشنه تبدیل می‌شوند، تا سه ماه زنده می‌مانند، بعد جفت گیری می‌کنند و می‌میرند، و این چرخه ادامه پیدا می‌کند.